# Confederacy of Ruined Lives
Confederacy of Ruined Lives ist das 2000 erschienene vierte Album der Sludge-Band EyeHateGod.

## Geschichte
Nach der Veröffentlichung des dritten Studioalbums Dopesick traten EyeHateGod 1996 als Vorband für Pantera und White Zombie auf. 1997 veröffentlichte die Band eine Split-EP mit der Band Anal Cunt und ging erneut auf Amerikatournee, brach diese jedoch im August 1997 ab; unter anderem wegen Mike Williams’ Heroinabhängigkeit und daraus resultierender privater wie gesundheitlicher Probleme. Nach dieser Unterbrechung trennte sich die Band kurzfristig, um Williams die Möglichkeit zu geben, seine Schwierigkeiten in den Griff zu bekommen. Im Jahr 1999 beschloss die Band, erneut auf Europatournee zu gehen und ein weiteres Studioalbum einzuspielen.
Nachdem die Band ihre Wiedervereinigung bekannt gegeben hatte, veröffentlichten Century Media im Januar 2000 die Kompilation Southern Discomfort, mit unfertigen Studioaufnahmen und verschiedenen Beiträgen von EPs und Samplern, ohne die Einwilligung der Band. Jimmy Bower erklärte die Veröffentlichung der Kompilation im Interview mit dem Online-Magazin Lärmbelästigung.net:

„Century Media wollten es mehr als so was wie ein Lebenszeichen, dass es uns wieder gibt bevor "Confederacy ..." herauskam.“

Bassist Vince LeBlanc war allerdings nicht mehr Teil der wiedervereinigten Band, an seiner Stelle übernahm Danny Nick von der Band Suplex den Bass. Bereits während der Tour mit Soilent Green und Crowbar, im Frühjahr 2000, musste Ben Stout von Soilent Green für Danny Nick übergangsweise einspringen, nachdem ein Bullterrier Nick angegriffen hatte.

„Wir sind losgezogen und wollten uns was zum rauchen[sic!] besorgen und der Typ hatte einen Pitbull, der auch einen harmlosen Eindruck machte. Danny hat ein bischen [sic!] mit ihm gespielt und das Vieh hat ihm dabei glatt die Lippe abgebissen.“

Nick blieb vorerst bei der Band und beteiligte sich im Anschluss an die Tour am weiteren Songwriting. Jimmy Bower erläuterte im Interview, dass die Band zum Teil auf bestehendes Material, zurückgriff und etwa die Hälfte des Albums binnen eines Monats im Anschluss an die Tour verfasste. Bower erklärte ebenfalls, dass ein Großteil der Lieder noch vor der Trennung der Band entstanden sei. Im Beiheft des Albums wird Vince LeBlancs Beteiligung jedoch nicht erwähnt. In den Monaten Juni und Juli des Jahres 2000 nahm die Band das Album auf.
Als Produzenten für Confederacy of Ruined Lives gewannen EyeHateGod Dave Fortman. Fortman, der damals als Gitarrist für Ugly Kid Joe tätig war, wurde später als Produzent für Bands der Genre Nu Metal und Melodic Hardcore bekannt, unter anderem produzierte er das Platinalbum Fallen der Band Evanescence sowie das Gold- und Platinalbum All Hope Is Gone der Band Slipknot.
Die „glattere“ Produktion, welche später zu Fortmanns Erfolg beitragen sollte, fand bei Kritikern und Fans Anklang, wurde jedoch im Nachhinein von Mike Williams und Jimmy Bower abgelehnt. Beide bezeichneten Confederacy of Ruined Lives als überproduziert. Die gesamte Band räumte dennoch ein, dass es ein gutes Album im Sinn eines Zeitzeugnisses der damaligen Band sei. Nach einer anschließenden Amerikatournee wurde Bassist Danny Nick 2002 durch Gary Mader ersetzt.

## Stil
William York zufolge bietet der Stil von Confederacy of Ruined Lives, trotz einer längeren Pause und der kurzfristigen Trennung nur geringfügige Veränderungen gegenüber dem Stil der Vorgängeralben. 

„Confederacy of Ruined Lives finds Eyehategod returning to the same Southern doom metal style they have become infamous for over the years.“

„Mit Confederacy of Ruined kehren EyeHateGod zurück zum gleichen Southern Doom Metal Stil, für den sie berüchtigt sind.“

Die Produktion sei jedoch sauberer und das Album insgesamt weniger erdrückend, doch die Lieder arrangierten sich weiterhin vornehmlich um Bowers und Pattons Gitarren. Auch Jimmy Bower bestätigt, dass es keine Veränderungen der grundsätzlichen Liedstrukturen gab, doch die veränderte Produktion lässt Mike Williams Gesang weniger kehlig klingen und der gesamte Albumklang wird von der Band als weicher beschrieben.

## Kritik
Alexander Melzer vom Online-Magazin The Metal Observer nennt Confederacy of Ruined Lives den perfekten „Soundtrack für eine kranke, feindselige Gesellschaft“. und räumt ein, das Album sei „[f]ür Fans sicherlich das Nonplusultra, für mich ein Album, dessen Grundstimmung mir so was von gegen den Strich geht“. Diese negative Grundstimmung hebt William York in seiner Rezension für AllMusic lobend hervor und erläutert, dass sich eine solch intensive, qualitative und zugleich negative Grundstimmung wie die von EyeHateGod nur schwer andernorts finden lasse. Auch auf der Seite Whiskey-soda.de findet sich eine ähnliche Einschätzung: Redakteur Soda beschreibt den Klang als „krank und schmerzhaft“, räumt jedoch ein, dass „Fans und Freaks“ der Southern Sludge gefallen werde. Auch Andreas Stappert vom Rock-Hard-Magazin pflichtet dieser Einschätzung bei:

„Wer die Band schon immer mochte, wird sich einmal mehr freudig erregt im Depri-Wahn suhlen. Der Rest wird auch diesmal keinen leichteren Zugang zur Musik von New Orleans' Sickest finden.“

Oliver Kast von Powermetal.de honoriert die konsequente Langsamkeit der Band und beschreibt die Titel als zum Teil „zähflüssiger wie Lava“ zum Teil „druckvoller wie ein 10m Brecher vor Hawaii“ [sic!]. Kast räumt jedoch ein, dass ihn die Band andererseits langweile, im Besonderen, da sie sich von Lied zu Lied in eine anhaltende Monotonie spiele.
Auch Allfredo von Terrorverlag.de räumt ein, „dass EYEHATEGOD nicht durch die Kraft der Kompositionen verlocken, vielmehr bieten sie eher ein Gesamtkunstwerk, oder tiefer aufgehängt ein Statement gegen Rockmusik als Massenfabrikation“. Trotz dieser Einschätzung bemängelt er die kompositorischen Fähigkeiten der Band als unzureichend bzw. „limitiert“.
Sascha Maurer hält dem auf der Seite Metal-District.de entgegen:

„Ihre Musik ist sehr intensiv, sie ist düster und bedrohlich, gerade zu infernalisch, brodelt, dampft, wälzt sich träge, aber dennoch unaufhaltsam dem Hörer entgegen. Gespielt wird sie von Könnern, das hört man gleich. Primitiv oder holprig ist hier nichts, auch wenn EYE HATE GOD auf Frickeleien verzichten.“

## Titelliste
1. Revelation/Revolution – 4:18
2. Blood Money – 4:11
3. Jack Ass in the Will of God – 2:47
4. Self Medication Blues – 4:46
5. The Concussion Machine Process – 2:20
6. Inferior and Full of Anxiety – 3:19
7. .001% – 6:23
8. 99 Miles of Bad Road – 3:48
9. Last Year (She Wanted a Doll House) – 4:53
10. Corruption Scheme – 3:43